# پیروز مجتهدزاده
پیروز مجتهدزاده (۱۳۲۴ کالج) مورخ و ایران‌شناس، محقق و کارشناس مسائل و مطالعات سیاسی اهل ایران است. او استاد جغرافیای سیاسی و مسائل ژئوپولیتیک در دانشگاه‌های تهران است.

## زندگی
پیروز مجتهدزاده سالِ ۱۳۲۴ در شهرستان نور زاده شد، وی تحصیلات ابتدایی را از مدرسهٔ داریوش در زادگاهش شروع کرد. مدرسه‌ای که پدرش آن را افتتاح کرد و مدیر آن بود. پدرش تحصیل‌کرده مدرسه سپهسالار تهران در زمان مشروطیت بود.

پیروز مجتهدزاده تا کلاس یازده در نور ماند و چون آن جا مقطع دیپلم نداشت، با مساعدت پدر و به همراه برادرش در سال ۱۳۴۳ راهی تهران شد و در سال ۱۳۴۴ در مدرسه پهلوی پیشین واقع در خیابان ری در رشته ادبی دیپلم گرفت. وی در خصوص انتخاب رشته جغرافیا برای تحصیلات عالیه گفته است که:
"من ابتدای تحصیل در دانشگاه مایل بودم علوم سیاسی بخوانم ولی از اتفاق وارد رشته جغرافیای سیاسی شدم و بعد از یک سال متوجه شدم که این رشته چقدر با من سازگار است و این همانی بود که در اندیشه‌های خود به دنبالش می‌گشتم."
مجتهدزاده در سال ۱۳۵۰ از دانشگاه تهران فارغ‌التحصیل شد و سپس با درجه ستوان دوم وظیفه در نیروی زمینی ارتش ایران از سال ۱۳۵۰ تا ۱۳۵۲ خدمت سربازی را گذراند.

## تحصیلات
1. کارشناسی B.A. در جغرافیای انسانی و اقتصادی – دانشگاه تهران – ۱۳۴۶ تا ۱۳۵۰
2. کارشناسی ارشد M.A. در جغرافیای سیاسی – دانشگاه منچستر – ۱۳۵۳ تا ۱۳۵۵
3. دکترای یا D.Phil. در جغرافیای سیاسی – دانشگاه آکسفورد – ۱۳۵۵ تا ۱۳۵۸[۳]
4. دکترای Ph.D. جغرافیای سیاسی – دانشگاه لندن – ۱۳۶۹ تا ۱۳۷۲

## مسئولیت‌ها
- پژوهشگر گروه جغرافیای دانشگاه تهران - ۱۳۵۱ تا ۱۳۵۲
- استاد مدعو دانشکده حقوق و علوم سیاسی دانشگاه تهران - ۱۳۷۸ تاکنون
- استاد مدعو، دانشکده حقوق دانشگاه تهران – ۱۳۷۸ و ۱۳۷۹
- استاد جغرافیای سیاسی و ژئوپولیتیک – دانشگاه تربیت مدرس – ۱۳۷۹ تاکنون[۴]
- عضو هیئت علمی– دانشگاه تربیت مدرس – ۱۳۸۰ تا ۱۳۹۱.
- استاد مدعو – دانشگاه شهید بهشتی – ۱۳۸۴ تا ۱۳۹۱.
- استاد مدعو – دانشگاه علوم و تحقیقات آزاد اسلامی – ۱۳۹۰ تا ۱۳۹۳
- استاد مدعو در دانشگاه‌های آزاد اسلامی - واحدهای علوم و تحقیقات و تهران جنوب - از سال ۱۳۹۰ تاکنون
- تدریس به جای استادان و مدرسان در گروه جغرافیای دانشگاه لندن - از سال ۱۹۸۳ تا ۱۹۸۴
- مشاور مؤسسه پژوهشی مرزهای بین‌المللی لندن =International Boundaries Consultants - MENAS ASSOCIATION - از سال ۱۹۸۴ تا ۲۰۰۲.

International Boundaries Consultants - از سال ۱۹۸۴ تاکنون.
- مدیر عامل بنیاد پژوهشی یورو سویک Urosevic Research Foundation لندن – از سال ۱۹۸۵ تا 2011.[۵]
- عضو هیئت علمی (سطح دانشیاری)- مرکز مطالعات ژئوپولیتیک و مرزهای بین‌المللی دانشگاه لندن GRC/SOAS University of London - از سال ۱۹۸۶ تا ۲۰۰۲.[۳]
- مشاور پژوهشی دانشگاه سازمان ملل متحد - توکیو United Nations Universityاز سال ۱۹۹۶ تاکنون.[۳]
- عضو همایش بین‌المللی دائمی حقوق بشردوستانهInternational Conference on Humanitarian Rights – اجلاس استانبول - از سال ۲۰۰۷.[۶]
- استاد مدعو برای تدریس جغرافیای سیاسی و ژئوپولیتیک در دانشگاه جرج واشینگتن ایالات متحده آمریکا = از سپتامبر ۲۰۱۳ تا سپتامبر ۲۰۱۴.[۷]

## عضویت در مجامع علمی
- عضو فرهنگستان زبان و ادب فارسی – تهران – از سال ۱۳۸۲
- عضو مؤسسه مطالعات آفریقا – دانشگاه تربیت مدرس تهران، از سال ۱۳۸۱
- عضو هیئت مدیره انجمن مطالعات ایران معاصر – در دانشگاه لندن. از ۱۹۹۴ تاکنون.[۳]
- عضو انستیتو بریتانیایی مطالعات ایرانی – بریتانیا، از سال ۱۹۹۳ تا ۱۹۹۹
- عضو همایش بین‌المللی حقوق بشردوستانه، از سال ۲۰۰۷

## فعالیت‌های علمی بین‌المللی
- سخنرانی در آمریکای شمالی، اروپای باختری، خاورمیانه و خاور دور.
- ارائه مقاله به اجتماعات علمی و پژوهشی در کشورهای گوناگون جهان.
- انجام برنامه‌های مشورتی برای شماری از دولت‌های خاورمیانه، دانشگاه سازمان ملل متحد، و سازمان‌های پژوهشی و حقوقی بین‌المللی مانند دادگاه بین‌الملل: دیوان بین‌المللی دادگستری (UNInternational Court of Justice)
- راهنمای و مشاورت پایان‌نامه‌های شمار زیادی از دانشجویان ایرانی و اروپایی در دانشگاه‌های گوناگون ایران و اروپا.
- انجام مواردی چند از داوری و عضویت در هیئت ژوری امتحانات دکترای دانشجویان در بریتانیا، فرانسه، و ایران.
- دادن مشورت و نظر تخصصی به رسانه‌ها در ایران، بریتانیا، اروپا، ایالات متحده آمریکا، استرالیا، کانادا، و برخی کشورهای عربی.
- در سال ۲۰۱۳ وی در دپارتمان جغرافیای دانشگاه جورج واشینگتن سخنرانی کرد.[۸]
- مصاحبه‌های مطبوعاتی و رادیو - تلویزیونی ایرانی و بین‌المللی

مجتهد زاده از پیشگامان کمپین ضد جنگ و تحریم علیه ایران (CASMII) در بریتانیا بود و در سال ۱۹۹۵ به ایراد سخنرانی در دانشگاه سازمان ملل متحد ـ در توکیو ـ پرداخت که مهم‌ترین آن زیر عنوان «دریاچه هامون: فاجعه‌ای درحال واقعیت یافتن» ایراد شد و متن آن زیر همان عنوان در نشریات دانشگاه سازمان ملل متحد منتشر گردیدبه شرح زیر:
- 1995 Lake Hamun, a Disaster in the Making; Hydropolitics of Hirmand and Hamun, In Forum on the Caspian, Aral and Dead Sea, Proceedings, Technical Publication Series, United Nations University, UNEP, Osaka/Shiga, PP. ۱۹–۲۴.
- 1996 – The Iranian Perspective on the Caspian Sea and Central Asia, in Prof. Iwao Kobori and Michael H. Glantz ed., “Central Eurasian Water Crisis”, UN University Publication, Tokyo, New York, Paris.

پیروز مجتهدزاده در همایش پارلمان اروپا در ۴ ژوئیه ۲۰۰۷ که توسط ائتلاف آزاد - سبز اروپا برگزار شده بود به ایراد سخنرانی دربارهٔ نیازهای انرژی ایران و برنامه انرژی هسته‌ای آن پرداخت.

## آثار و تالیفات
مجتهدزاده بیش از ۳۵ کتاب به زبان فارسی، ۸ جلد کتاب به انگلیسی به علاوه ترجمه عربی دو جلد کتاب و ده‌ها فصل کتاب به فارسی و ۱۴ مورد فصل کتاب به انگلیسی و ده‌ها ورودی برای دانش‌نامه‌ها به فارسی و انگلیسی و ده‌ها مقاله پژوهشی عمده به اضافه حدود ۵۰۰ مقاله عادی به زبان‌های فارسی و انگلیسی و عربی در حوزه تاریخ و جغرافیای سیاسی کشورهای خلیج فارسی و گفتمان مدرن در روابط بین‌المللی منتشر کرده است:

### آثار و تالیفات به فارسی
- نگاهی به تاریخ معاصر ایران – میرزا آقا خان نوری و سیاست‌های انگلیسی - انتشارات کانی مهر. ۱۳۹۵
- جغرافیای سیاسی ایران و ژئوپولیتیک ایرانی زیربناهای ژئوپولیتیکی سیاست خارجی و روابط بین‌المللی - انتشارات فرهیختگان دانشگاه، تهران، ۱۳۹۹
- میرزا آقا خان نوری و سیاست‌های انگلیسی - انتشارات کانی مهر. ۱۳۹۵
- جغرافیای سیاسی دریایی – جزایر خلیج فارسی تنب و ابوموسی – ترجمه محمد رضا فرجی - انتشار کانی مهر. ۱۳۹۴
- جغرافیای تاریخی خلیج فارس (خلیج فارس: نامی کهن تر از تاریخ) - انتشارات دانشگاه تهران. ۱۳۹۲
- ژئوپولیتیک فضای مجازی – انتشارات دانشگاه آزاد اسلامی – واحد علوم و تحقیقات. ۱۳۹۱
- فلسفه و کارکرد ژئوپولیتیک (مفاهیم و نظریه‌ها در عصر فضای مجازی) – انتشار سازمان مطالعه و تدوین کتب علوم انسانی دانشگاه‌ها (سمت) – تهران. ۱۳۹۲
- ترجمه کتاب «سیاست‌های مرزی و مرزهای بین‌المللی ایران»، توسط دکتر ملک محمدی، انتشارات سمت. ۱۳۹۰
- جغرافیای سیاسی و سیاست جغرافیایی – ویراست ۲ – سازمان سمت، تهران. ۱۳۸۹
- دموکراسی و هویت ایرانی، انتشارات کویر، تهران. ۱۳۸۷
- میرزا آقاخان صدراعظم نوری، انتشارات انتخاب، تهران. ۱۳۸۷
- ترجمه کتاب «بازیگران کوچک در بازی بزرگ»، ترجمه عباس احمدی، انتشارات معین، تهران. ۱۳۸۶
- حاکمیت ایران بر جزایر تنب و ابوموسی Iran's Sovereignty over the Islands of Greater Tunb, Lesser Tunb and Abu Musa، انتشارات مؤسسه جغرافیایی و کارتوگرافی سحاب، تهران ۱۳۸۵.ISBN 964-6556-88-4
- جغرافیای سیاسی و ژئوپولیتیک، انتشارات دانشگاه پیام نور، تهران، ۱۳۸۴
- نام خلیج فارس در درازای تاریخ، نشر سایه روشن با همکاری مرکز مطالعات سپاه پاسداران، تهران. ۱۳۸۳
- نامه‌هایی از ایران، انتشارات عطایی، تهران. ۱۳۸۳
- جغرافیای سیاسی و سیاست جغرافیای، انتشارات سمت، تهران. ۱۳۸۲
- امنیت و مسائل سرزمینی در خلیج فارس (جغرافیای سیاسی دریایی)، ترجمه امیر مسعود اجتهادی، انتشار دفتر مطالعات سیاسی و بین‌المللی، تهران. ۱۳۸۰
- خلیج فارس، کشورها و مرزها، انتشارات عطایی، تهران. ۱۳۷۹
- ایده‌های ژئوپولیتیک و واقعیت‌های ایرانی، نشر نی، تهران. ۱۳۷۹
- امیران مرزدار و مرزهای خاوری ایران، ترجمه حمید رضا ملک محمدی نوری، نشر شیرازه، تهران. ۱۳۷۸
- جزایر تنب و ابوموسی، ترجمه حمید رضا ملک محمدی نوری، انتشار دفتر مطالعات سیاسی و بین‌المللی، تهران. ۱۳۷۵
- کشورها و مرزها در منطقه ژئوپولیتیک خلیج فارس، تنظیم و ترجمه حمید رضا ملک محمدی نوری، انتشار دفتر مطالعات سیاسی و بین‌المللی، تهران. ۱۳۷۲
- جغرافیای سیاسی تنگه هرمز، ترجمه محسن صغیرا، انتشارات صغیر، اصفهان. ۱۳۷۰
- جغرافیای تاریخی خلیج فارس، انتشار دوم، لندن. ۱۳۶۶
- جغرافیای تاریخی خلیج فارس، انتشارات دانشگاه تهران، تهران. ۱۳۵۴
- شهرستان نور، چاپخانه صبح امروز، تهران. ۱۳۵۲
- شیخ نشین‌های خلیج فارس، انتشارات عطایی، تهران. ۱۳۴۹

 فصل کتاب به فارسی
- آغاز جغرافیای سیاسی از ایران است – جشن نامه محمد حسن پاپلی – انتشارات پاپلی. ۱۳۸۹
- امنیت آسیای غربی در ژئوپولیتیک سده بیست و یکم، در غرب آسیا، در کتاب نظام بین‌الملل، و همگرایی منطقه‌ای، تألیف محمد رضا مجیدی، صفحه ۱۰۹ تا ۱۴۰. ۱۳۸۷
- اختلافات ارضی و امنیت آسیای غربی، در خزر در یک نگاه، شماره ۱ از سلسله انتشارات «کتاب خزر» ، انتشار مؤسسه مطالعات دریای خزر، تهران، صفحه ۲۰۷ تا ۲۲۸. ۱۳۸۱
- نگاهی به زیربناهای ژئوپولیتیک در سیاست دولت حجت‌الاسلام خاتمی، جلد اول، تألیف دکتر ذاکریان، انتشارات همشهری، تهران. ۱۳۸۰
- نگاهی به روابط ایران و بریتانیا در عصر اصلاح طلبان، در کتاب سیاست خارجی دولت خارجی ایران، در کتاب سیاست خارجی حجت‌الاسلام خاتمی، جلد دوم، تألیف دکتر ذاکریان، انتشارات همشهری، تهران. ۱۳۸۰
- جستارهایی در سیاست خارجی، در کتاب خاتمی از چه می‌گوید، تألیف مسعود لعلی، انتشارات اطلس، تهران. ۱۳۸۷
- جغرافیای سیاسی امنیت در خلیج فارس، در کتاب ایران در آستانه سال دو هزار، انتشار انجمن پژوهشگران ایران، پاریس. ۱۹۷۳

دانش‌نامه‌ها
چهار مدخل جدید دربارهٔ خلیج فارس و جزایر تنب و ابوموسی، دانش‌نامه خلیج فارس در دانش‌نامه بزرگ فارسی، برای سال ۱۳۸۸.
سه مدخل جدید دربارهٔ خلیج فارس و جزایر تنب و ابوموسی، دانش‌نامه خلیج فارس در دانش‌نامه بزرگ فارسی، برای سال ۱۳۸۹.
۳–۱۳۸۱ – نام خلیج فارس – مرزهای دریایی خلیج فارس – جزایر تنب و ابوموسی – بحرین، چهار مقاله دربارهٔ خلیج فارس در دانش‌نامه خلیج فارس، تهیه شده در دانش‌نامه فارس، شیراز.
- خلیج فارس، در دانش‌نامه جهان اسلام، تهران. ۱۳۷۹
- تنگه هرمز، در دانش‌نامه جهان اسلام، تهران. ۱۳۷۸
- جزیره تنب، در دانش‌نامه جهان اسلام، تهران. ۱۳۷۸

مقاله‌ها و گزارش‌های پژوهشی عمده
- پیدایش هویت ایرانی و تطور مفهوم کشور state در ایران: هویت پارسی ایران را به «امپراتوری اندیشه» تبدیل می‌کند، فصلنامه پژوهش‌های جغرافیای انسانی، دوره ۴۵، شماره ۲، صفحه ۱۲۱ تا ۱۳۸. ۱۳۹۲
- دورنمای سیاست خارجی ایران در دهه دوم سده بیست و یکم، فصلنامه مطالعات بین‌المللی، سال هشتم، شماره ۴، بهار ۱۳۹۱، صفحه ۱۵۱–۱۸۰.
- در شش دهه گذشته بر فرهنگ سیاسی ما چه گذشت؟ ۲۸ مرداد کودتا بود یا ضد کودتا؟، فصلنامه مطالعات بین‌المللی - ۳۱، سال هشتم، شماره ۳، زمستان، صفحه ۱ تا ۳۸. ۱۳۹۰
- مرز در بینش سیاسی و شیوه حکومتی ایران باستان، اطلاعات سیاسی – اقتصادی، سال نوزدهم، شماره ۱۱و۱۲ (۲۱۶–۲۱۵)، مرداد و شهریور، صفحه ۴–۱۵. ۱۳۸۴
- نخل و خنجر (نگاهی به کشور عراق از آغاز تاکنون)، ایران سال، تهران. ۱۳۸۲
- گفتگوی تمدن‌ها و فرایند تفاهم میان ایران و غرب و ایران و آفریقا، مجموعه مقالات اولین همایش روابط فرهنگی-تمدنی ایران و آفریقا، جلد ۱، انتشار مرکز مطالعات آفریقا، تهران. ۱۳۸۰
- رژیم حقوقی دریای خزر، تصویری ژئوپولیتیک از مانعی در راه همکاری‌های منطقه‌ای، ماهنامه اطلاعات سیاسی - اقتصادی، سال پانزدهم، شماره پنجم و ششم (۱۵۶–۱۵۵)، بهمن و اسفند ۱۳۷۹، تهران.
- ایران و ایرانی بودن (بحثی در هویت ایرانی)، اطلاعات سیاسی - اقتصادی، سال چهاردهم، شماره ۳و۴ (۱۴۸–۱۴۷) - ۵و۶ (۱۵۰–۱۴۹)، آذر- دی و بهمن – اسفند ۱۳۷۸، تهران.
- مرزهای ایران و افغانستان، فصل نامه ره آورد، سال سیزدهم، شماره ۵۰، بهار و تابستان، لس آنجلس. ۱۳۷۸
- مرزهای شرقی ایران، فصل نامه گفتگو، شماره ۲۱، پائیز، تهران. ۱۳۷۷
- جنبش‌های سیاسی بحرین و ابعاد منطقه‌ای آن، مجله سیاست خارجی، سال دهم، تابستان، تهران. ۱۳۷۵
- ایرانیان در خلیج فارس، فصل نامه ایران، سال یکم، شماره ۴، تابستان، لندن. ۱۳۷۵
- از خلیج فارس تا دریای خزر، فصل نامه ایران، سال سوم، شماره ۱۶–۱۵، اکتبر، پاریس. ۱۳۷۴
- نقش حکومت خزیمه در سیستان و قائنات، فصل نامه ره آورد، سال نهم، شماره ۳۵، بهار، لس آنجلس. ۱۳۷۳
- جغرافیای سیاسی خلیج فارس در سال ۲۰۰۰، فصل نامه خاورمیانه، سال ۱ شماره ۳و سال ۲ شماره ۱، زمستان و بهار، تهران. ۱۳۷۲
- ایران، خلیج فارس، و جهان، فصل نامه ره آورد، سال نهم، شماره ۳۴، لس آنجلس. ۱۳۷۲
- جغرافیای سیاسی شبه جزیره مسندم، فصل نامه ره آورد، سال هشتم، شماره ۳۲، زمستان، لس آنجلس. ۱۳۷۱
- سلسه مقاله پژوهشی در ۱۱۴ صفحه پیرامون تحولات سیاسی – راهبردی در کشورهای عربی خلیج فارس، فصل نامه «مسائل جهان»، سال‌های چهارم - شماره ۸، سال پنجم - شماره ۱ –۲ و ۸، سال ششم، شماره‌های ۱–۲ و ۳–۴ و ۵–۶. از ۱۳۵۵ تا ۱۳۵۶
- تاریخ دریانوردی ایرانیان، هفته‌نامه خواندنی‌ها، سال ۳۵، شماره ۷۰، خرداد، تهران. ۱۳۵۴
- سرزمین قبیله شیحوح، ماهنامه دانشمند، سال سیزدهم، شماره ۲، دی ماه، تهران. ۱۳۵۳

### آثار و تالیفات به عربی
- کتاب‌ها:

1. ۲۰۰۰ – جزر طنب و ابوموسی = السعی الایرانیه عن سلام و التعاون فی الخلیج، ترجمه به عربی توسط استاد محمد الناهض، انتشار دارالمنتظر، بیروت.
2. ۲۰۰۵- تسمیه الخلیج الفارسی طوال التاریخ، تعریب محمد رضا میرزا جان (ابوامین)، من منشورات مرکز الابحاث و التحقیقات الدفاعیه قوه البحریه تابعه لحرس الثوره الاسلامیه. تهران ۱۳۸۴.

- فصل کتاب:

1. ۱۹۹۷ – الامن و التحالف الاستراتیجیه فی الخلیج، در کتاب “ الامن الخلیج… ” تألیف الدکتور جواد الحمد، انتشار مرکز الدراسات الشرق الوسط، امان – (اردن).
2. ۱۹۹۶ - الخلافاه الحدودیه والاقلیمیه بین العرب و الایران، در کتاب «العلاقات العربیه الایرانیه»، تألیف خیرالدین حصیب، انتشار مرکز الدراسات العربیه، بیروت (لبنان).
3. ۱۹۹۶ – فضیه الکردیه و موقیف العرب و الایرانیه منها، در کتاب «العلاقات العربیه الایرانیه»، تألیف خیرالدین حصیب، انتشار مرکز الدراسات العربیه، بیروت (لبنان).
4. ۱۹۹۲ – مساله الجزیره ابوموسی من وجه نظر الایرانیه، در کتاب «الخلافاه حول جزائر الخلیج»، تألیف عبدالمجید الفرید و دیگران، انتشار مرکز الدراسات العربیه، لندن.

- مقاله‌ها و گزارش‌های پژوهشی:

1. ۲۰۰۰ – التحولات السیاسیه فی سیاسه الخارجیه الایرانیه فی عهد الاصلاحیون، در ماهنامه مجله الدراسات شرق الوسط، سال پنجم، شماره ۱۲، صفحه ۶۵ تا ۸۶، امان (اردن).
2. ۱۹۹۷ – التاریخ و لیس الجغرافیه هو المدخل لحل النزاع، در هفته‌نامه «العالم الخلیج»، شماره ۴۵، لندن.
3. ۱۹۹۷ – بریطانیا عتبعه سیاسه ممالیتاه و ترکه عن درگیری دون حله، در روزنامه «القدس العربی»، سال هفتم، شماره ۲۴۳۷، ۱۰ مارس، لندن.
4. ۱۹۹۷ – آفاق التعاون الاقتصادی بین طهران و بلدان قوقاذ و آسیاالوسطی، در هفته‌نامه «المستقبل العربی»، سال پنجم، شماره ۱۴۱، ۲۰ ژانویه، لندن.
5. ۱۹۹۶ – ما مستقبل نظام العالمی، در ماهنامه «الدیبلمات»، سال اول، لندن.
6. ۱۹۹۶ – خیارات التعاون والمواجهاه بین الضواطی الخلیج، در ماهنامه «العالم الخلیج»، شماره ۳۱، ۳۱ ژانویه، لندن.
7. ۱۹۹۵ – الخلافات الحدودیه و الاقلیمیه بین العرب و الایرانیین، در ماهنامه لبنانی «المستقبل العربی»، سال چهارم، شماره۲۰۶، بیروت (لبنان).
8. ۱۹۹۴– الدور الایرانیه فی منطقتی الآسیا الوسطی و الخلیج، در «قضایا شرق الوسط»، شماره ۳ و ۴، آوریل، امان (اردن).
9. ۱۹۹۳– الخلاف حول جزر الخلیج، در فصل نامه «الباحث العربی» ، انتشار مرکز الدراسات العربیه، شماره ۲۳، مارس، لندن.

### آثار و تالیفات به انگلیسی
- 2007 Boundary Politics and International Boundaries of Iran, Universal Publishers, USA
- 2007 The UAE and Iranian Islands of Tunbs and Abu Musa, Institute International d’ Études Stratégique, Paris
- 2004 Small Players of the Great Game, Routledge/Curzon, London
- 1999 London and 2002 New York, Security and Territoriality in The Persian Gulf - A Maritime Political Geography, Curzon Press, London.
- 1996 The Amirs of Borderlands and Eastern Iranian Borders, Urosevic Research Foundation, London.
- 1995 The Islands of Tunb and Abu Musa, CNMES/SOAS Occasional Paper Publication, University of London.
- 1992 The Changing World Order and the Geopolitical Regions of The Persian Gulf and Caspian - Central Asia, Urosevic Foundation, London.
- 1991 Political Geography of the Strait of Hormuz, CNMES/SOAS Occasional Paper Publication, University of London.

## نظارت بر پایان‌نامه یا کتاب
- مجتهدزاده بر تعدادی از پایان‌نامه‌های دانشجویان نظارت یا استاد راهنما بوده است.
- همچنین در تألیف تعدادی از کتابها[۱۰] نظارت داشته و دیباچه کتاب اسناد نام خلیج فارس را تدوین نموده‌اند این کتاب کاندیدای کتاب فصل و کاندیدای کتاب برتر اولین مسابقه تحت عنوان نیم سده کتابهای خلیج فارس (۱۳۹۰) شناخته شد.

به گزارش خبرگزاری کتاب ایران (ایبنا)، هفت اثر به مرحله دوم داوری‌ها راه یافته‌اند.
بنا بر اعلام دبیرخانه نخستین جایزه ملی خلیج فارس (۱۷ فروردین ۱۳۹۰)
کتاب‌های «خلیج فارس و نقش راهبردی تنگه هرمز» نوشته محمدرضا حافظ نیا،
«اسناد نام خلیج فارس، میراثی کهن و جاودان» نوشته محمد عجم، «خلیج فارس؛ کشورها و مرزها» نوشته پیروز مجتهدزاده، «کشورها و مرزها در منطقه» تألیف پیروز مجتهدزاده و ترجمه حمیدرضا ملک محمدی و کتاب «امنیت و مسایل سرزمینی در خلیج فارس» باز هم تألیف پیروز مجتهدزاده و ترجمه امیر مسعود اجتهادی به مرحله نهایی داوری‌ها راه یافتند.
در این جایزه، داوران به بررسی حدود ۸۰۰ عنوان تألیف و ترجمه در چهار گروه تاریخ، جغرافیا، شعر و داستان و پایان‌نامه پرداخته‌اند که از این میان ۲۵۰ عنوان پایان‌نامه بوده‌اند.
در نهایت پیروز مجتهد زاده و حافظ نیا به‌طور مشترک برنده نهایی اولین جایزه ملی خلیج فارس شدند.

## دفاع از نام خلیج پارس
پیروز مجتهد زاده عضو فعال سازمان خلیج فارس (پرشن گلف آنلاین) و از افراد تأثیرگذار برای نام گذاری روز ملی خلیج فارس بوده است.
با توجه به تحریفی که از سوی رسانه‌های عربی و به‌ویژه بخش‌های انگلیسی آن‌ها در مورد نام خلیج فارس می‌شد و با توجه به قدمت و کاربرد مستمر تاریخی این نام در همه زبان‌ها و زمان‌ها از دوران باستان تاکنون، به منظور یادآوری اهمیت پاسداری و صیانت از این میراث کهن، مجتهد زاده به همراه طرفداران این نام اقدامات خود را جهت دفاع از آن از سال ۱۳۸۰ منسجم تر و متشکل تر کردند و راهکارهای حفاظت از نام خلیج فارس را در جلسات و سمینارهای متعدد به اطلاع مقامات دولتی ایران رساندند. ازجمله در همایش سازمان نقشه‌برداری اردیبهشت ۱۳۸۲ و در اولین همایش بین‌المللی کارتوگرافی خلیج فارس در دانشگاه تهران خرداد ۱۳۸۳ و سپس در پرشن گلف آنلاین و سرانجام با نامه نگاری به مقامات ارشد این روند ادامه پیدا کرد.

## نامه به بان کی مون و سپ بلاتر
نام لیگ برتر فوتبال امارات یا لیگ الإتصالات امارات، در ۲۷ مه سال ۲۰۱۳ توسط فدراسیون فوتبال امارات به لیگ خلیج عربی تغییر کرد، این تغییر نام با اعتراض فدراسیون فوتبال ایران همراه بود، اما شیخ سلمان بن ابراهیم، رئیس جدید کنفدراسیون فوتبال آسیا (ای‌اف‌سی) از این اقدام اماراتی‌ها پشتیبانی کرد.
پیروز مجتهدزاده، نیز در نامه‌هایی جداگانه به بان کی مون، دبیرکل سازمان ملل و سپ بلاتر، رئیس فیفا به این تغییر نام لیگ امارات واکنش نشان داد و آن را یک توهین نژادپرستانه خواند.

## نامه به اوباما در خصوص جزایر سه‌گانه
پیروز مجتهد زاده در ۱ ژوئیه ۲۰۱۲ طی نامه‌ای مستند و مشروح به اوباما از وی به خاطر انتشار بیانیه مشترک با شیخ محمد بن زاید، نایب رئیس قبیله آل نهیان ابوظبی، نه «ولیعهد» امارات متحده عربی به شدت انتقاد کرد.

## نامه به ملک فهد
در مراسم حج سال ۱۳۷۳ه‍.ش) «فهد بن عبدالعزیز» پادشاه سعودی در سخنان خود از ایران خواست تا جزایر تنب و ابوموسی را به امارات تحویل دهد!
«کمیته دفاع از منافع ملی و تمامیت ارضی ایران» که پس از اظهارات ملک فهد، توسط گروهی از ایرانیان مقیم بریتانیا تأسیس گردید، طی نامه‌ای سرگشاده با امضای «پیروز مجتهدزاده» مدیرعامل این کمیته به شاه سعودی، سخنان فهد را به شدت محکوم کرد.
در بخشی از نامه مجتهد زاده به فهد آمده است: «... جزایر تنب و ابوموسی از آغاز تاریخ بشر متعلق به ایران بوده و هست و صدها سند معتبر ایرانی، عربی، انگلیسی و فرانسوی از قرون و اعصار گذشته ازجمله نزدیک به سی نقشه رسمی و نیمه رسمی مربوط به سده‌های هجدهم و نوزدهم که از دولت بریتانیا در دست است، گویای این حقیقت بی چون و چرای تاریخی است… اعلیحضرتا، ملت ایران، چنان‌که در برابر ادعاهای سرزمینی عراق و جنگی که حکومت بغداد به پشتیبانی دولت شما و دیگر دولت‌ها به کشور ما تحمیل کرده بود، نشان داد، نسبت به تمامیت ارضی کشور خود سخت حساس است و جان بر کف در برابر مدعیان و پشتیبانان آنان ایستادگی و توطئه بر ضد تمامیت ارضی خود را خنثی خواهد کرد. ملت ایران هر گونه چشم داشت دیگران به سرزمین خود را سخت محکوم می‌کند و مسلح به سلاح ایمان به خدای بزرگ و میهن عزیزش به هیچ قدرتی در جهان اجازه نخواهد داد که تمامیت ارضی کشورش را مورد اهانت قراردهد».
سخنان فهد نخستین و آخرین دخالت آشکار یک رئیس کشور در جهان، در مورد جزایر ایرانی تنب و بوموسی بود.

## حاشیه‌ها

### رد کودتای ۲۸ مرداد و اتهام علیه مصدق
مجتهدزاده در مصاحبه‌ای با روزنامه اعتماد، عنوان کرد دکتر محمد مصدق با انحلال پارلمان، بریدن سر قوه قضائیه و اخراج فرمانده کل قوا به تمام معنا کودتا کرده است.
وی در مورد خود کودتای ۲۸ مرداد چنین گفت:
«آن چیزی که در ۲۸ مرداد اتفاق افتاد عبارت بود از ابلاغ عزل نخست‌وزیر دولت یاغی از سوی سلطنت، منتها چون حرکت ناگهانی بود و مصدق غافلگیر شد و از ارتش هم تنها سرهنگ نصیری بود با دو تا جیپ ارتشی که رفته بودند حکم را ابلاغ کنند که در نهایت مصدق همه را زندانی کرد آن وقت اینها می‌گویند کودتا همین است و بعد به‌دلیل حضور روزولت می‌گویند کودتای آمریکایی.»

### انتقاد از امیرکبیر
امیرکبیر یکی از مشکل‌دارترین نخست‌وزیران ایران بود. او تنها نخست‌وزیر قاجار است که به انگلیس مجوز داد تا گستردن بساط استعمار در جنوب خلیج فارس را ادامه داد، ولی در این تاریخ دویست ساله قهرمان مبارزه با انگلیس معرفی می‌شود.

مجتهدزاده (مصاحبه با خبرآنلاین)
مجتهدزاده در مصاحبه‌ای با وبسایت خبرآنلاین، میرزا تقی خان امیرکبیر را «یکی از مشکل دارترین نخست وزیران ایران» نامید.
این گفته‌ها با واکنش مجید تفرشی محقق و سند پژوه روبرو شد.
پیروز مجتهدزاده نیز در پاسخ به تلاش‌های گاهی غیراخلاقی صورت گرفته در انتشار مطالب خلاف واقع از وی در خصوص دو شخصیت تاریخی ایران، امیر کبیر و محمد مصدق ضمن کذب خواندن ادعای این منابع گفت: که غیر از ۲ کتاب و مقاله‌ای که وی به‌طور رسمی در این باره نگاشته بقیه اخبار را مورد تأیید نمی‌داند:
1. پیروز مجتهدزاده، "در شش دهه گذشته بر فرنگ سیاسی ما چه گذشت: ۲۸ مرداد ۱۳۳۲ کودتا بود یا ضد کودتا؟، فصلنامه مطالعات بین‌المللی ISJ – چاپ تهران – شماره ۳۱ - زمستان ۱۳۹0(2012). بازنشر در فصلنامه "ایران‌شناسی" ـ دور جدید ـ سال بیست و چهارم، شماره ۲، تابستان ۱۳۹۱، لوس آنجلس - ایالات متحده آمریکا. خلاصه‌ای از این مقاله در شماری از نشریات فارسی‌زبان داخل و خارج از کشور نیز منتشر گردیده است.
2. پیروز مجتهدزاده، "میرزا آقاخان صدر اعظم نوری و سیاست‌های انگلیسی"، تهران، انتشارات کانی مهر. (۱۳۹۵)،[۲۲][۲۳]